# Nikolai Stepulov
Nikolai Stepulov (Narva, 20 marzo 1913 – Tallinn, 2 gennaio 1968) è stato un pugile estone.

## Palmarès

### Olimpiadi
- Argento a Berlino 1936 nei pesi leggeri.

### Europei - Dilettanti
- Argento a Milano 1937 nei pesi leggeri.